# Phaenocarpa notaulica
Phaenocarpa notaulica är en stekelart som beskrevs av Fischer 1975. Phaenocarpa notaulica ingår i släktet Phaenocarpa och familjen bracksteklar. Inga underarter finns listade i Catalogue of Life.